# Nomada parva
Nomada parva là một loài Hymenoptera trong họ Apidae. Loài này được Robertson mô tả khoa học năm 1900.

## Hình ảnh

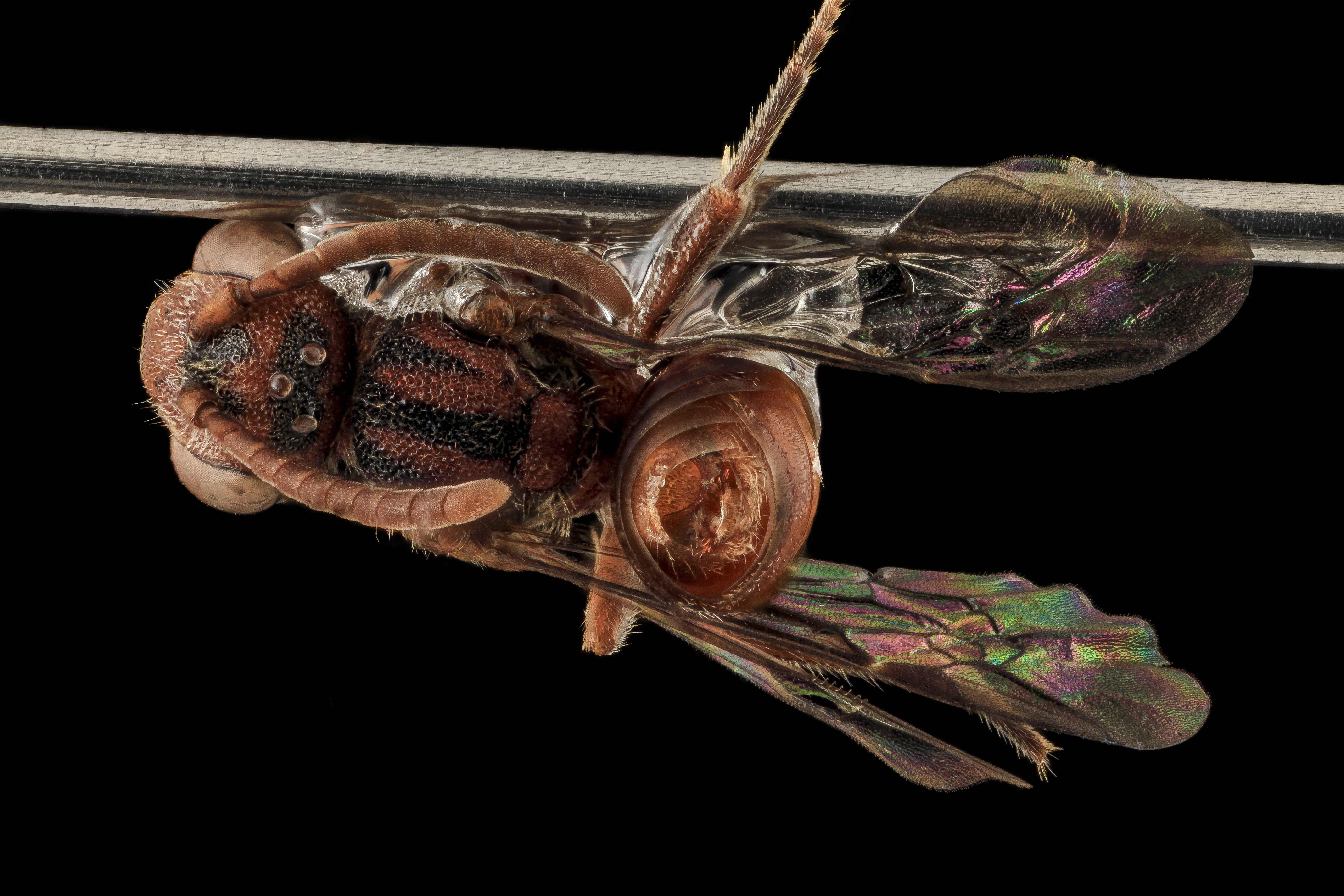
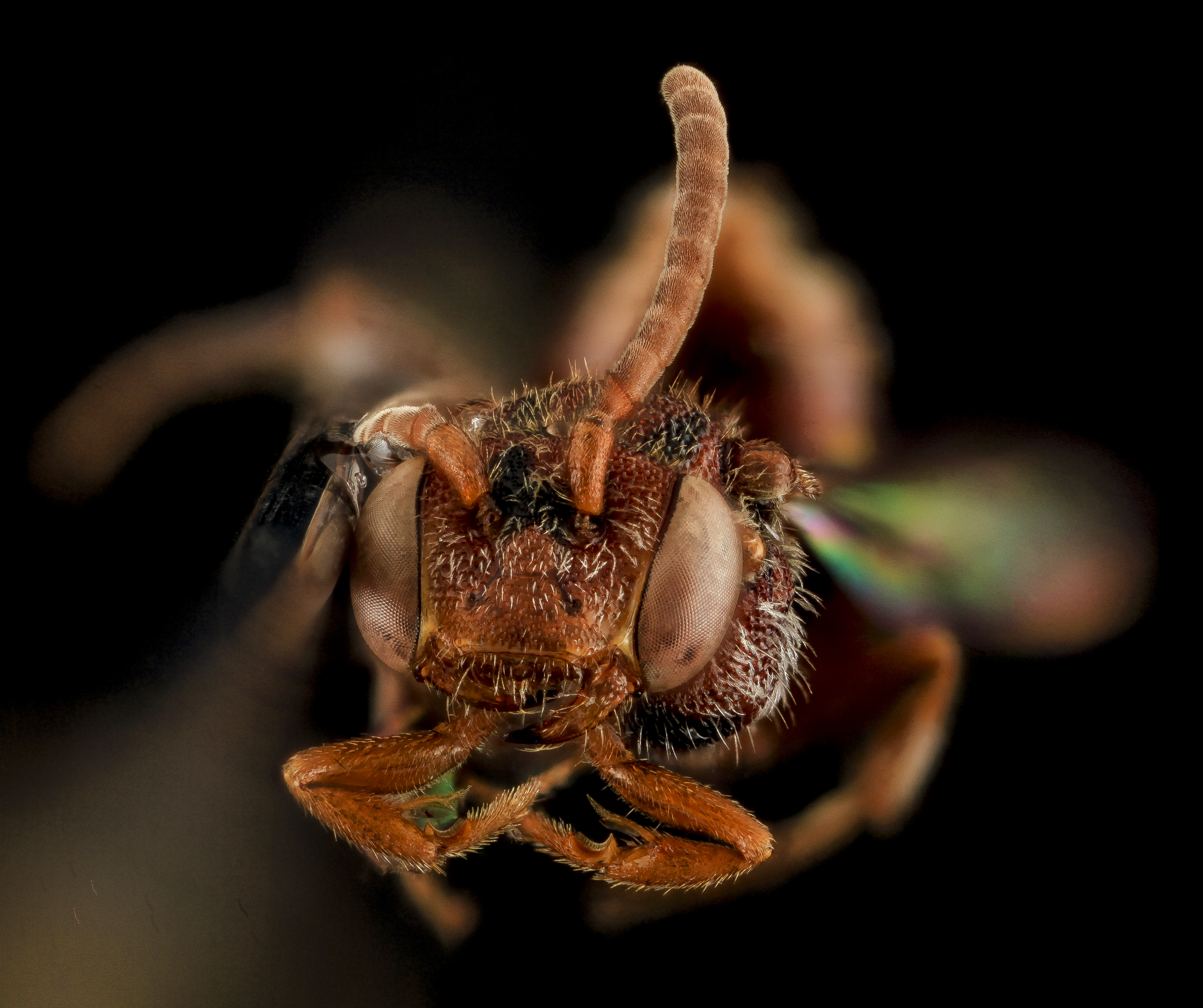